# Cacic solitari
El cacic solitari (Cacicus solitarius) és un ocell de la família dels ictèrids (Icteridae).

## Hàbitat i distribució
Habita dens matoll, selva, boscos i pastures obertes de les terres baixes, des de Colòmbia i nord-oest de Veneçuela, cap al sud, a través de l'est de l'Equador, est del Perú, Bolívia, Brasil amazònic i Paraguai fins Uruguai i el centre de l'Argentina.